# 方力鈞
ファン・リジュン（方 力鈞、Fang Lijun、1963年 - ）は、中国の現代美術画家。河北省邯鄲市生まれ、1989年中央美術学院版画系卒業。現在、世界各地で画家として活躍中。

## 概要
欧米で高く評価され、中国モダンアートの帝王とも言われる。巨万の富を得て、創作活動のみならず、北京で4つのレストランを経営し、さらには映画の出演まで行う。

## 国内収蔵作品
- 「シリーズNo.3」福岡アジア美術館
- 「1996　No.9」　徳島県立近代美術館

## テレビ番組
- 日経スペシャル ガイアの夜明け 燃える中国アート争奪戦 〜"日本・欧米・中国"世界が狙うお宝〜（2005年1月4日、テレビ東京）[1]。